# Lebrija (rijeka)
Lebrija je rijeka u Kolumbiji, desna pritoka rijeke Magdalene. Pripada slijevu Karipskog mora.